# Concerto pour mandoline (Vivaldi)

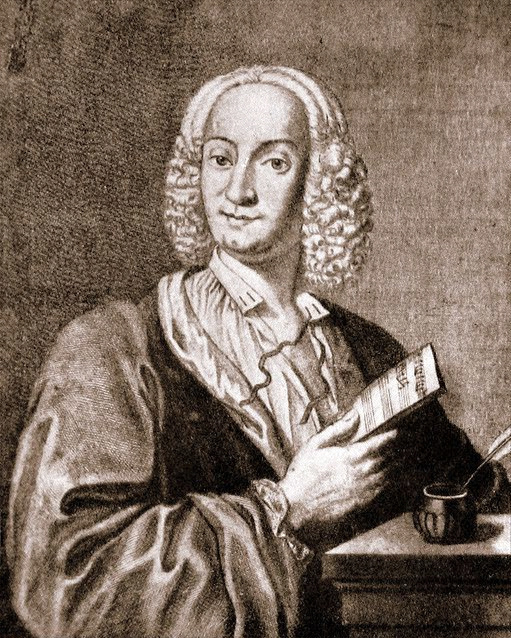
Portrait de Vivaldi par François Morellon la Cave, 1725.

Le Concerto pour mandoline RV 425  en do majeur d'Antonio Vivaldi, composé en 1725, fait partie des pièces les plus connues de ce compositeur. Comme la plupart des concertos de Vivaldi, l’œuvre est un dialogue entre la mandoline soliste et l'orchestre à cordes soutenu par un continuo.
Il comporte trois mouvements :
1. Allegro en do majeur brillant, de plus de trois minutes débutant par un tutti mandoline et orchestre forte se poursuivant par une succession de  passages solistes et tutti ;
2. Largo en la mineur, plus court avec mélodie de la mandoline en rythme pointé et accompagnement discret ;
3. Allegro en do majeur de plus de trois minutes alternant également tutti et solos.

Le soliste est parfois accompagné par un orchestre à plectres à la place de l'orchestre à cordes. Le Concerto est aussi interprété à la guitare.

## Le concerto pour mandoline au cinéma
Le concerto illustre plusieurs films : Kramer contre Kramer, La mariée était en noir, L'Enfant sauvage, Vidocq ainsi que dans Un enfant de Calabre.